# حسين حسين
حسين حسين (بالإنجليزية: Hussein Hussein) (مواليد 29 سبتمبر 1975) هو ملاكم أسترالي، مثّل بلاده في الألعاب الأولمبية الصيفية 1996.

## روابط خارجية
حسين حسين على موقع بوكس ريك (الإنجليزية) (registration required)
- حسين حسين على موقع أوليمبيديا (الإنجليزية)
- حسين حسين على موقع اللجنة الأولمبية الأسترالية (الإنجليزية)